# Марія Моторна
Марія Моторна (нар. 1996, Кременчук, Полтавська область) — українська акторка театру, кіно.

## Життєпис
Марія Моторна народилася у 1996 році в місті Кременчуці. Закінчила ЗОШ № 26, займалася народними танцями у Палаці культури «Нафтохімік». 
У 2016 році закінчила Київський національний університет театру, кіно і телебачення імені Івана Карпенка-Карого, майстерня Станіслава Мойсеєва.
Після закінчення навчання — акторка Малого театру.
Дебютувала у кіно в 2016 році у серіалі «Лікар Ковальчук».

## Доробок

### У театрі
Малий театр
- Князівна Анастасія — «Місце для дракона», за однойменним твором Юрія Винничука, режисер Дмитро Весельський
- Нюриха / Школярка / Стеха Жирафа / Софія — «Холодна м'ята», за творами Григора Тютюнника, режисер Ганна Огій[2].
- Віола — «Про любов», мюзикл, автор Ілля Пелюк[3].
- Марічка — «Історія, якій понад 2000 років», режисер Богдан Поліщук[4].

### У кіно
| Рік       |   | Українська назва            | Оригінальна назва  | Роль                 |
| --------- | - | --------------------------- | ------------------ | -------------------- |
| 2019      | с | Маршрути долі               | Маршруты судьбы    |                      |
| 2018      | с | «Обман»                     | Обман              | Аня                  |
| 2017      | с | «Пташка співоча»            | «Птичка певчая»    | Світлана             |
| 2017—2018 | с | «Здамо будиночок біля моря» | Сдаётся дом у моря | епізодична роль      |
| 2017      | ф | «Лиса Гора»                 |                    | Майя                 |
| 2017      | с | «Дівчина з персиками»       |                    | Галя                 |
| 2017      | с | «Ментовські війни»          | Ментовские войны   | Юля, епізодична роль |
| 2017      | с | «Лікар Ковальчук»           |                    | Аліса                |

### У відеокліпах
- «Мелодія» — «The Hardkiss»
- «Пробач» — Сергій Бабкін